# Municipio de Wheatland (Minnesota)
El municipio de Wheatland (en inglés: Wheatland Township) es un municipio ubicado en el condado de Rice en el estado estadounidense de Minnesota. En el año 2010 tenía una población de 1237 habitantes y una densidad poblacional de 14,33 personas por km².

## Geografía
El municipio de Wheatland se encuentra ubicado en las coordenadas 44°30′3″N 93°28′47″O / 44.50083, -93.47972. Según la Oficina del Censo de los Estados Unidos, el municipio tiene una superficie total de 86.3 km², de la cual 84 km² corresponden a tierra firme y (2.67%) 2.31 km² es agua.

## Demografía
Según el censo de 2010, había 1237 personas residiendo en el municipio de Wheatland. La densidad de población era de 14,33 hab./km². De los 1237 habitantes, el municipio de Wheatland estaba compuesto por el 96.2% blancos, el 0.49% eran afroamericanos, el 0.16% eran amerindios, el 1.54% eran asiáticos, el 0.4% eran isleños del Pacífico, el 0.08% eran de otras razas y el 1.13% pertenecían a dos o más razas. Del total de la población el 1.21% eran hispanos o latinos de cualquier raza.